# Милованов, Андрей Алексеевич
Андрей Алексеевич Милованов (1912—1984) — красноармеец Рабоче-крестьянской Красной Армии, участник Великой Отечественной войны, Герой Советского Союза (1945).

## Биография
Андрей Милованов родился 12 июля 1912 года в селе Ванючка. После окончания начальной школы работал в колхозе. Позднее вместе с семьёй переехал в город Электросталь Московской области, где окончил семь классов школы и работал кузнецом на заводе. В 1941 году Милованов был призван на службу в Рабоче-крестьянскую Красную Армию. В начале войны оказался в оккупации, после освобождения повторно был призван в армию и направлен на фронт.
К сентябрю 1944 года красноармеец Андрей Милованов был вторым номером пулемётного расчёта 125-го стрелкового полка 6-й стрелковой дивизии 7-й гвардейской армии 2-го Украинского фронта. Отличился во время освобождения Румынии. 18 сентября 1944 года во время боя за посёлок Ибэнешти вместе со своим расчётом Милованов уничтожил большое количество венгерских солдат и офицеров, а также захватил два артиллерийских орудия. В том бою он получил тяжёлое ранение и лишился ноги.
Указом Президиума Верховного Совета СССР от 24 марта 1945 года за «мужество и героизм, проявленные при освобождении Румынии» красноармеец Андрей Милованов был удостоен высокого звания Героя Советского Союза с вручением ордена Ленина и медали «Золотая Звезда» (№ 7685).
После окончания войны Милованов был демобилизован. Вернулся в Электросталь, работал на заводе. Умер 13 июня 1984 года, похоронен на электростальском кладбище «Тихая Роща».
Был также награждён рядом медалей, в частности, медалью «За отвагу» (31.8.1944).

## Семья
Жена — Милованова Марфа Михайловна (06.07.1912 — 04.07.1995)

## Увековечение памяти
- Бюст Андрея Милованова установлен в селе Наровчат на Аллее Героев — уроженцев и жителей Наровчатского района Пензенской области.
- Мемориальная доска установлена в городе Электросталь на доме 12-а по улице Тевосяна, где жил Андрей Милованов.